# Clastoptera femoralis
Clastoptera femoralis är en insektsart som beskrevs av Carl Stål 1862. Clastoptera femoralis ingår i släktet Clastoptera och familjen Clastopteridae. Inga underarter finns listade i Catalogue of Life.